# Agulhas (Santa Cruz das Flores)
Agulhas (Santa Cruz das Flores) é uma elevação portuguesa localizada no concelho de Santa Cruz das Flores, ilha das Flores, arquipélago dos Açores.
Este acidente geológico tem o seu ponto mais elevado a 436 metros de altitude acima do nível do mar. Esta formação geológica localizada quase junto ao mar tem nas suas proximidades o promontório da Ponta Ruiva, a Fajã da Ponta Ruiva. As falésias costeiras que lhe estão anexas são de elevada altitude, rondando os 400 e 300 metros e abrem-se numa ampla baía, a Baía da Ponta Ruiva onde se localiza o Ilhéu do Pão de Açúcar.